# 下曲阳之战
下曲阳之战，东汉中平元年（184年），十一月，黄巾之乱中，河北黄巾軍在下曲阳（今河北晋州市西北）被汉左中郎将皇甫嵩击灭的作战。
184年十月，皇甫嵩攻下广宗（今河北威县东），击杀张梁。十一月，皇甫嵩与巨鹿郡（郡治廮陶县，今河北宁晋县西南）太守郭典合兵，乘胜进逼黄巾军张宝駐守的下曲阳。两军激战多日，义军连连失利，张宝战死，被斩杀俘虏的黄巾达十万余人。皇甫嵩收集义军将士尸首，于城南筑“京观”，以显战功。至此，河北黄巾主力被歼灭，起义宣告失败。